# Snofroe
Snofroe was de eerste koning (farao) van de 4e dynastie, de 'Piramidetijd', in het Oude Egypte. Snofroe was de grootste bouwheer uit de antieke wereld. Hij liet drie grote en twee kleine piramiden bouwen. De koning is ook bekend onder de namen: Sneferoe, Seneferoe, Soris en Senefer. Zijn naam betekent: "Hij (Horus) heeft mij volmaakt geschapen". Snofroe's Horusnaam luidde: 'heer der wereldordening'. Die titel gold later alleen voor de zonnegod Re. Cheops was zijn zoon.

## Biografie
Bronnen over zijn herkomst en persoon zijn zeldzaam. Documenten uit die tijd maken vreemd genoeg geen melding van de bouw van piramiden, terwijl dat de grootste onderneming uit zijn regeringsperiode moet zijn geweest. In de Egyptische traditie werd Snofroe gezien als een voortreffelijke koning. Volgens de overlevering sprak hij zijn onderdanen aan met 'vriend' en 'broeder'.
Snofroe was de zoon van Meresanch I, waarschijnlijk een bijkoningin van koning Hoeni, de laatste koning van de 3e dynastie. Hij trouwde met Hetepheres I, dochter van Hoeni. Zijn vader is onbekend; volgens Manetho kwam de koning van een andere familielijn en hij plaatste hem dus in een volgende, 4e dynastie. De bronnen lopen uiteen over de exacte regeringsduur. 
De koning heeft drie bekende grote piramiden gebouwd en twee kleine, samen goed voor meer dan 3,6 miljoen kubieke meter steen, 1 miljoen meer dan de grote piramide van Cheops in Gizeh. Hij heeft verschillende expedities ondernomen naar Koesj (Nubië) en Libië om daar te plunderen. Hij kwam terug met duizenden slaven en vee. De buit werd naar 35 nieuw gestichte koningslandgoederen in de Fajoem en de Nijldelta gebracht.  
De koning organiseerde ook overzeese expedities, onder andere naar Libanon voor cederhout. Er was sprake van intensieve scheepsbouw. Veertig schepen vol met hout kwamen terug naar Egypte. Deze werden gebruikt voor boten, barken en de deuren van paleizen, onder meer de hoge poorten van zijn nieuwe, koninklijke paleis, mogelijk bij Dasjoer. Tijdens zijn regering werden levensgrote koningsbeelden van koper en goud opgericht en er was sprake in documenten van een bijzonder grote houten harp. Men gelooft dat de koning stichter is van de stad Boehen, vlak bij de 2e cataract van Nubië. Later werd de koning vereerd in de buurt van de Sinaï.
In de politiek probeerde hij de koninklijke familie en de adel te behouden. De meeste van de hooggeplaatste officieren en nobelen bij de rechters waren lid van zijn familie. Hij is ook verantwoordelijk voor het herverdelen van het land onder de adel, om te voorkomen dat ze te machtig zouden worden.

## Oorlogen
- Expeditie tegen Libische stammen, waarbij honderden Libiërs gevangen werden genomen
- Veldtocht met 20.000 man in Nubië: talrijke gevangenen en buit

## Bouwwerken
Snofroe liet de eerste piramiden, nog trappiramiden, bij Meidoem bouwen. Een kleine, massieve trappiramide domineerde zijn residentie bij Seila, in het oosten van de Fajoem. 

### Trappiramide
Op 10 km afstand in oostelijke richting ligt zijn eerste volledige piramidecomplex: een hoge trappiramide, die een hoogte van 85 m bereikte na een tweede bouwfase. Deze beheerst nog steeds het Nijldal. De deklaag werd in de Romeinse tijd verwijderd en tot stuc verwerkt. Daardoor zijn de 'treden' en bouwfasen weer zichtbaar. Er is geen echte dodentempel in Meidoem. Snofroe zou begraven worden in een stèle-heiligdom ten oosten van de piramide. De grafkamer van de piramide lag boven de grond en de ingang aan de noordkant. Zo kon de koning naar de noordelijke hemel opstijgen en daar de zonnegod Re in zijn zonnebark ontmoeten.
Ten noordoosten van de piramide ligt de prinselijke begraafplaats, met de zonen van Snofroe en hun echtgenoten in regelmatige rijen dubbele mastaba's. In de uiterste noordoostelijke hoek van het piramidecomplex staat één grote reuzenmastaba met het graf van een naamloze prins, vermoedelijk de vroeggestorven kroonprins uit Snofroe's begintijd.
In zijn 15e regeringsjaar gaf Snofroe de juist voltooide trappiramide en zijn residentie in Meidoem op en begon 50 km verderop met de bouw van een nieuwe piramide en een nieuwe residentie. Onbekend is waarom hij daartoe besloot.

### Knikpiramide
Er werd aan een piramide zonder treden begonnen, een 'ongeëvenaard waagstuk', 'intellectueel uniek', die 150 m hoog moest worden. Het in Meidoem uitgevonden kraaggewelf moest 15 m hoog worden. Maar er traden verzakkingen en schade op tijdens de bouw, ten gevolge van een instabiele ondergrond. De onderste van de drie grafkamer moest diep in de ondergrond verborgen liggen, omdat het koninklijke hiernamaals in de diepte van de onderwereld werd verondersteld. Een schacht van 7 bij 7 m werd op een diepte van 22,5 m gegraven, maar de mergelachtige leisteenbodem kon, door de massa steen erboven, als ondergrond niet standhouden en scheurde. De onderste kamers werden opgegeven en de hellingshoek verkleind, maar het mocht niet baten: na 15 jaar bouwen werd het project opgegeven en Snofroe begon aan zijn derde piramide. Tegelijk werd de trappiramide van Meidoem in een echte piramide veranderd.

### Rode piramide
Voor de derde grote grafpiramide, de 'rode piramide' van Dasjoer-Noord, 2 km noordelijker, werd de bodem eerst goed onderzocht. Het oppervlak werd voor de zijden tot 220 m vergroot. het 'kernmuurwerk' was van roodachtige, ijzerhoudende kalkzandsteen, vandaar de naam 'rode piramide'. Er zou een lage hellingshoek komen, van 45°. De piramide werd laag voor laag gebouwd. De rode piramide werd 105 m hoog, de hoogste na die van Cheops en Chefren. De grafkamers zijn achter elkaar gelegen, net onder de grond. De uitgang in de noordelijke wand ligt bijna 30 m hoger. Er is een dodentempel aan de oostzijde. In de grafkamer van de rode piramide werden de 'treurige resten van een gemummificeerd lijk' aangetroffen, wat er op lijkt te wijzen dat Snofroe hier werd begraven. Prinsen en prinsessen uit zijn latere regeringsperiode werden in grote stenen mastaba's ten oosten van de twee piramiden bij Dasjoer begraven. Zijn hoofdkoningin uit deze tijd, Hetepheres, had er een mastaba, maar werd later op de begraafplaats van haar zoon Cheops in Gizeh begraven.
Onder Snofroe was er een bouwactiviteit van bijna 50 jaar. Dat leverde een enorme vooruitgang op voor constructietechniek, steenbewerking, uitgraven, steentransport en statica. Handel met noordelijke landen was verlevendigd door behoefte aan bouwmaterialen, steensoorten, hout en koper voor werktuigen. Kennis van de omgeving was daardoor toegenomen en de ambtenarij was een 'zeer efficiënt instrument' geworden van de gecentraliseerde staat.

## Galerij

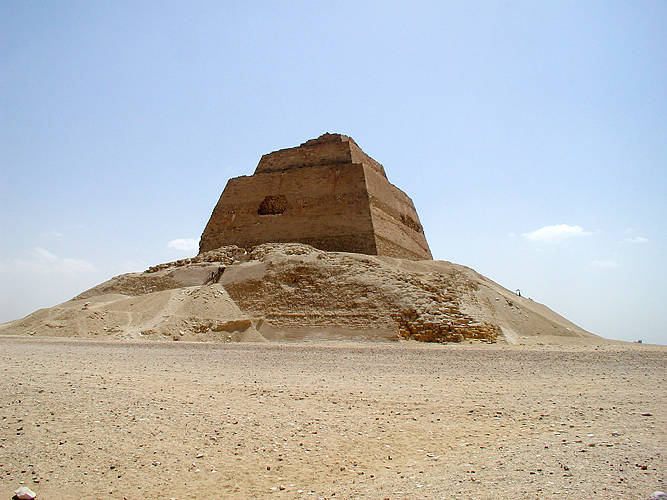
Trappenpiramide van Snofroe
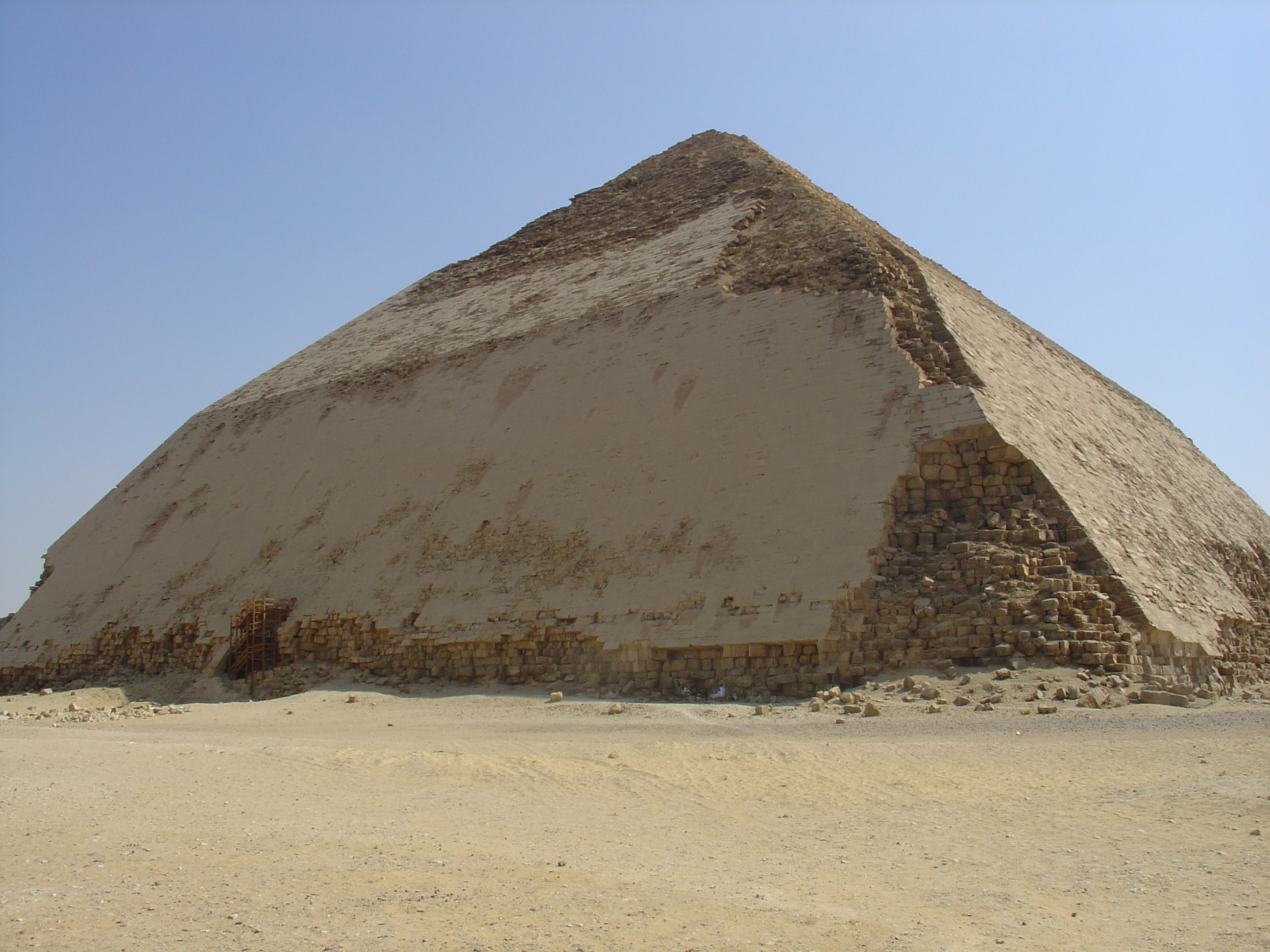
Knikpiramide van Snofroe te Dahshur
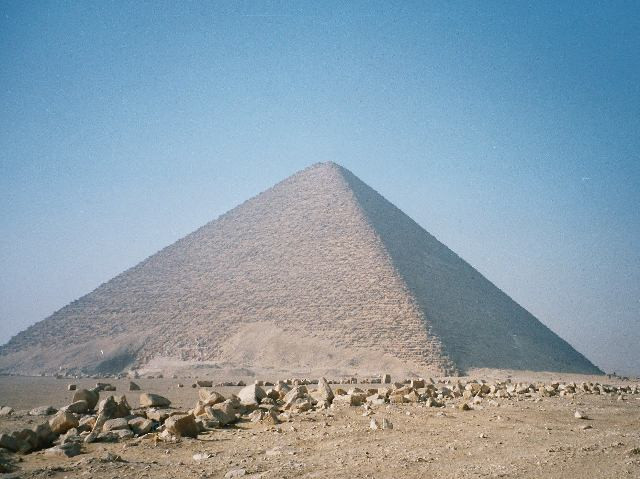
Rode piramide van Snofroe te Dahshur

## Bewijzen
- Verschillende piramiden getuigen van zijn naam
- Inscripties in Wadi Maghera
- Verschillende teksten op koningslijsten (Steen van Palermo)